# Harol
Harol – miejscowość i gmina we Francji, w regionie Grand Est, w departamencie Wogezy.
Według danych na rok 1990 gminę zamieszkiwały 522 osoby, a gęstość zaludnienia wynosiła 19 osób/km² (wśród 2335 gmin Lotaryngii Harol plasuje się na 576. miejscu pod względem liczby ludności, natomiast pod względem powierzchni na miejscu 77.).